# Practice What You Preach
Practice What You Preach es el tercer álbum de estudio de la banda de thrash metal estadounidense Testament, lanzado en 1989. Las letras del álbum se centran en la política y la sociedad en vez del ocultismo de los dos álbumes anteriores. La canción homónima del álbum tuvo un éxito moderado en el Mainstream Rock Hits, que incluyó un video musical con una sustancial difusión en MTV, al igual que "The Ballad". Practice What You Preach alcanzó el puesto #77 en las listas musicales estadounidenses. El álbum fue grabado en vivo en los Fantasy Studios de Berkeley, California, sin embargo es considerado un álbum de estudio.

## Lista de canciones
Todas las canciones fueron escritas por Chuck Billy, Alex Skolnick, Eric Peterson, Greg Christian y Louie Clemente.
1. "Practice What You Preach" – 4:54
2. "Perilous Nation" – 5:50
3. "Envy Life" – 4:16
4. "Time Is Coming" – 5:26
5. "Blessed in Contempt" – 4:12
6. "Greenhouse Effect" – 4:52
7. "Sins of Omission" – 5:00
8. "The Ballad" – 6:09
9. "Nightmare (Coming Back to You)" – 2:20
10. "Confusion Fusion" – 3:07

## Créditos
- Chuck Billy: Vocales
- Alex Skolnick: Guitarra principal
- Eric Peterson: Guitarra rítmica
- Greg Christian: Bajo
- Louie Clemente: Batería

## Posición en las listas musicales
| Lista (1989)  | Mejor posición |
| ------------- | -------------- |
| Billboard 200 | 77             |